# Pozemková úprava
Pozemkové úpravy jsou změny právního stavu pozemků, jimiž „se ve veřejném zájmu prostorově a funkčně uspořádávají pozemky, scelují se nebo dělí a zabezpečuje se jimi přístupnost a využití pozemků a vyrovnání jejich hranic tak, aby se vytvořily podmínky pro racionální hospodaření vlastníků půdy. V těchto souvislostech se k nim uspořádávají vlastnická práva a s nimi související věcná břemena. Současně se jimi zajišťují podmínky pro zlepšení životního prostředí, ochranu a zúrodnění půdního fondu, vodní hospodářství a zvýšení ekologické stability krajiny. Výsledky pozemkových úprav slouží pro obnovu katastrálního operátu a jako závazný podklad pro územní plánování.“ Pozemkové úpravy se řídí zákonem č. 139/2002 Sb. ze dne 21. března 2002 o pozemkových úpravách a pozemkových úřadech a o změně zákona č. 229/1991 Sb., o úpravě vlastnických vztahů k půdě a jinému zemědělskému majetku, ve znění pozdějších předpisů.
Realizace pozemkových úprav úzce souvisí i s naplňováním programu obnovy venkova, který účinně motivuje obyvatele venkova k tomu, aby se nejen prostřednictvím samosprávy, ale i vlastními silami snažili o harmonický rozvoj plnohodnotného životního prostředí, udržování přírodních a kulturních hodnot krajiny a o rozvoj ekologického hospodaření. Neopominutelná je i související realizace tvorby krajinných programů, jako např. úprava vodohospodářských poměrů, obnova toků a nádrží, budování protierozní a povodňové ochrany území, systémů ekologické stability, biocenter a biokoridorů, obnova remízků nezbytných pro život drobné zvěře, zajištění lepší prostupnosti území vhodně zvolenou sítí polních cest a v neposlední míře dosažení estetické kvality krajiny za účelem zvýšení rekreačního efektu.
Pozemkové úpravy jsou jedním z klíčových faktorů pro rozvoj venkova.
Prostřednictvím právě tohoto opatření je řešena problematika vlastnických vztahů pozemkové držby, nedostatečná zemědělská infrastruktura či absence prvků ekologické stability krajiny. Pro zlepšení životního prostředí se doporučuje realizovat projekty Územních systémů ekologické stability jako jedno z nosných opatření. Je na místě poukázat na komplikace spojené s majetkoprávními vztahy.
Pozemkové úpravy také nepřímo napomáhají rozvoji podnikání a mají nesporný efekt v oblasti udržitelného rozvoje.
Při provádění pozemkových úprav dochází k racionálnímu prostorovému uspořádání pozemků všech vlastníků půdy v daném katastrálním území a podle potřeby také k reálnému vytyčení těchto pozemků v terénu. Nedílnou součástí návrhu pozemkových úprav je i plán společných zařízení. Ten tvoří cestní síť a systém ekologických protierozních, hydrologických a krajinných opatření.

## Cíle pozemkových úprav
Cílem pozemkových úprav je:
- obnovit osobní vztah lidí k půdě a krajině a vyvážit jej s veřejným zájmem s důrazem na zvýšení kvality života na venkově
- zpřístupnění pozemků jejich vlastníkům
- obnovení zanedbané a poničené krajiny, zvýšení její prostupnosti
- ochrana půdy, vody a bioty jako veřejných statků
- obnovení a digitalizace zastaralé evidence katastru nemovitosti
- částečné či úplné dělení, scelení a úprava hranic původních parcel do nového digitálního stavu katastru jak vlastníkům, tak případně uživatelům

## Formy pozemkových úprav

### Jednoduché pozemkové úpravy
Jednoduché pozemkové úpravy (JPÚ) jsou:
- řešení majetkové či uživatelské na malé části území
- upřesnění nebo rekonstrukce přídělů, dokončení scelení
- časově omezený nájem
- zatímní bezplatné užívaní

účel: vyčlenění půdy jednotlivým hospodářským subjektům
cíl: vytvoření podmínek pro hospodaření těchto subjektů

### Komplexní pozemkové úpravy
Komplexní pozemkové úpravy (KoPÚ) řeší komplexně celé území (zpravidla katastrální území).
Hlediska řešení:
- majetkové
- protierozní ochrany
- vodohospodářské
- ekologické

Formy pozemkových úprav řeší v zákoně č. 139/2002 Sb. § 4.

## Účastníci řízení o pozemkových úpravách (dle § 5)
a) vlastníci pozemků, které jsou dotčeny řešením v pozemkových úpravách podle § 2 (dále jen „vlastníci pozemků“) a fyzické a právnické osoby, jejichž vlastnická nebo jiná věcná práva k pozemkům mohou být řešením pozemkových úprav přímo dotčena; za takové osoby se nepovažují vlastníci, pro jejichž pozemky se v pozemkových úpravách pouze obnovuje soubor geodetických informací (§ 3 odst. 2),
b) stavebník, je-li provedení pozemkových úprav vyvoláno v důsledku stavební činnosti,
c) obce, v jejichž územním obvodu jsou pozemky zahrnuté do obvodu pozemkových úprav; účastníky mohou být i obce, s jejichž územním obvodem sousedí pozemky zahrnuté do obvodu pozemkových úprav, pokud do 30 dnů od výzvy příslušného pozemkového úřadu přistoupí jako účastníci k řízení o pozemkových úpravách, (dále jen „obec“).

## Zahájení řízení (dle § 6)
(1) Pozemkový úřad posuzuje podané požadavky na zahájení pozemkových úprav. K těmto požadavkům se vyjádří v písemném sdělení do 30 dnů. Shledá-li důvody, naléhavost a účelnost provedení pozemkových úprav za opodstatněné, zahájí řízení o pozemkových úpravách. Pozemkový úřad může v odůvodněných případech zahájit řízení i bez podaných požadavků.
(2) Řízení o pozemkových úpravách se považuje vždy za řízení zahájené z podnětu pozemkového úřadu.
(3) Pozemkový úřad zahájí řízení o pozemkových úpravách vždy, pokud se pro to vysloví vlastníci pozemků nadpoloviční výměry zemědělské půdy v dotčeném katastrálním území.
(4) Zahájení řízení o pozemkových úpravách oznámí pozemkový úřad veřejnou vyhláškou.
(5) Oznámení o zahájení pozemkových úprav podle odstavce 4 se vyvěsí po dobu 15 dnů na úřední desce pozemkového úřadu a obcí, v jejichž územních obvodech jsou pozemky zahrnuté do pozemkových úprav. Poslední den této lhůty je dnem zahájení pozemkových úprav.
(6) Pozemkový úřad písemně vyrozumí o zahájení řízení též příslušný katastrální úřad, orgán územního plánování, stavební úřad, orgán ochrany zemědělského půdního fondu, orgán ochrany přírody, vodohospodářský orgán a orgán státní správy lesů. Dotýká-li se řízení o pozemkových úpravách zájmů chráněných předpisy o obraně a bezpečnosti státu, o péči o zdraví lidu a jiných zájmů chráněných zvláštními právními předpisy, 11) pozemkový úřad vyrozumí i další dotčené správní úřady. Tyto úřady stanoví do 30 dnů po obdržení vyrozumění podmínky k ochraně zájmů podle zvláštních právních předpisů.
(7) Na řízení o pozemkových úpravách a rozhodování v něm se nevztahují lhůty pro rozhodování podle správního řádu. 12)
(8) Pozemkový úřad zastaví řízení, odpadl-li důvod, pro který řízení zahájil, nebo jestliže se v průběhu pozemkových úprav vyskytly takové překážky, pro které nelze v řízení pokračovat.
(9) Osoby písemně pověřené pozemkovým úřadem mohou po předchozím oznámení na úřední desce příslušné obce vstupovat a vjíždět na pozemky ve stanovené době a vykonávat činnosti vyplývající z tohoto zákona v rozsahu nezbytně nutném, nestanoví-li zvláštní právní předpis jinak.
(10) Vznikla-li vlastníkovi nebo oprávněnému uživateli pozemku újma na jejich majetku v důsledku výkonu činnosti pro pozemkové úpravy, mají právo na náhradu této újmy v penězích. Právo na náhradu újmy musí být uplatněno u pozemkového úřadu, který řízení o pozemkových úpravách zahájil, jde-li o porosty, nejpozději do 30 dnů ode dne jejího vzniku, v ostatních případech do 1 roku ode dne jejího vzniku, jinak právo zaniká.

## Realizátor pozemkových úprav
Státní pozemkový úřad, který tvoří krajská pracoviště a pobočky řízených sekcí ministerstva zemědělství.
Činnost realizátora:
- provádění komplexních pozemkových úprav
- provádění jednoduchých pozemkových úprav
- investiční činnost při stavbách společných zařízení
- aktualizace jednotné soustavy bonitace půd
- lustrace státní půdy pro její privatizaci
- restituce zbytkové části nároků
- evidence pozemkových úprav a vedení registrů
- osvěta, vzdělávání a propagace oboru
- pořádá soutěž Žít krajinou

### Použité prameny
- Zákon č. 139/2002 Sb. ze dne 21. března 2002 o pozemkových úpravách a pozemkových úřadech a o změně zákona č. 229/1991 Sb., o úpravě vlastnických vztahů k půdě a jinému zemědělskému majetku, ve znění pozdějších předpisů[nedostupný zdroj]
- Sekce stránek Ministerstva zemědělství věnovaná pozemkovým úpravám
- Pozemkové úpravy jako nástroj správného mysliveckého hospodaření – Dr. Ing. Petr Marada[nedostupný zdroj]
- Pozemkové úpravy a katastr nemovitostí